# Langue des signes néo-zélandaise
La langue des signes néo-zélandaise (en anglais : New Zealand Sign Language, NZSL) est la langue des signes utilisée par les personnes sourdes et leurs proches en Nouvelle-Zélande. Elle est devenue langue officielle du pays en avril 2006, statut qu'elle partage avec l'anglais (langue officielle de facto) et le maori. En 2018, on recense 22 986 personnes sachant cette langue, soit 0,5 % de la population totale du pays.

## Histoire
Les premiers immigrants non-polynésiens en Nouvelle-Zélande venaient du Royaume-Uni ; ceux qui étaient sourds parlaient la langue des signes britannique, qu'ils introduisirent en Nouvelle-Zélande.
Le premier professeur de langue des signes connu fut Dorcas Mitchell, qui l'enseigna aux enfants d'une famille à Charteris Bay, Lyttelton Harbour, de 1868 à 1877. En 1877 elle l'avait déjà enseigné à 42 élèves. L'année suivante on fonda à Sumner (au sud-est de Christchurch), la première école pour sourds, alors appelé le Sumner Deaf and Dumb Institution. Elle postula pour en devenir la directrice, mais sa candidature fut refusée ; le poste sera donné à Gerrit van Asch. Van Asch était d'accord avec le Congrès de Milan de 1880 tenu par les enseignants des sourds (auquel aucun sourd ne fut invité), qui déclara que l'enseignement ne doit être qu'oral et que la langue des signes devait être interdite. Il n'accepta aucun élève qui pouvait signer, il n'y en avait donc que 14 à l'école à ses débuts. Ce fut la politique de l'école jusqu'en 1979. Un documentaire sur l'école produit dans les années 1950 ne mentionne pas la langue des signes. On mène des politiques similaires dans les écoles pour sourds de Titirangi et de Kelston, qui ouvriront leurs portes en 1940 et 1958, respectivement.
Les enfants utilisèrent la langue des signes en secret et en dehors de l'école, développant en un siècle la langue des signes néo-zélandaise, largement seuls et sans intervention adulte. Les principaux refuges de ceux qui signaient étaient les clubs pour sourds dans les grandes villes du pays.
L'école de Sumner adoptera l'approche « Total Communication » (le parti-pris d'« utiliser tout ce qui marche », y compris la langue des signes) en 1979, mais la langue des signes choisie pour enseigner était la « langue des signes australasienne », une forme construite signée de l'anglais. Les jeunes sourds utilisant la langue des signes incorporent alors plusieurs signes de la langue des signes australasienne dans la NZSL, à tel point qu'aujourd'hui, la NZSL est parfois appelée « Old Sign ». La NZSL fut officiellement adoptée pour l'enseignement en 1994.
En 1985, Marianne Ahlgren de l'Université Victoria de Wellington prouva dans sa thèse de doctorat que la langue des signes néo-zélandaise était une langue à part entière avec un grand vocabulaire et une grammaire cohérente.
La NZ Sign Language Teachers Association (NZSLTA) fut fondée en 1992. Les années suivantes virent la fondation de plusieurs cours de NZSL pour adultes partout dans le pays. En 1997, on ajouta un cours de Deaf Studies (Études pour sourds) à l'Université Victoria de Wellington.
Un grand pas en avant pour la reconnaissance de la NZSL fut fait avec la publication en 1998 d'un dictionnaire de NZSL par l'Université Victoria et l'association des sourds de Nouvelle-Zélande. Il contient environ 4 000 signes classés selon la forme des mains et non selon leur signification en anglais et codés dans le Hamburg Notational System ainsi que visuellement.
Pendant plusieurs années, la télévision publique TVNZ diffusa un journal hebdomadaire, News Review, interprété en NZSL. L'émission fut interrompue en 1993 à la suite d'un sondage parmi les personnes sourdes et malentendantes qui révéla qu'une majorité préférait les programmes sous-titrés. Depuis, on ne trouve plus de programmes en NZSL à la télévision néo-zélandaise.

## Caractéristiques
La NZSL est liée à la langue des signes britannique (BSL) et fait partie du groupe de la BANZSL formé par les langues des signes britannique, australienne et néo-zélandaise. Elle a 62,5 % de signes similaires avec la BSL et 33 % avec la langue des signes américaine (ASL).
Des différences lexicales sont apparues entre les quatre écoles pour sourds du pays : Van Asch Deaf Education Centre (nommé auparavant Sumner School for the Deaf, fondée en 1880), St. Dominic's School for the Deaf (fondée en 1944 à Wellington, déménage à Feilding en 1953), Titirangi School for the Deaf (fondée en 1944) et Kelston School for the Deaf (fondée en 1958).
La NZSL utilise l'alphabet bimanuel de la BANZSL.
On y utilise davantage les lèvres en conjonction avec les mouvements des mains et du visage que la langue des signes britannique, ce qui reflète l'histoire oraliste de l'éducation des sourds en Nouvelle-Zélande. Son vocabulaire inclut des concepts maori tels que marae et tangi et des signes pour des lieux néo-zélandais (par exemple, Rotorua : « bancs de boue », Wellington : « brise venteuse », Auckland : « Sky Tower », Christchurch : deux C pour indiquer l'abréviation de la ville, « ChCh »).

## Statut de langue officielle
La langue des signes néo-zélandaise est déclarée troisième langue officielle de la Nouvelle-Zélande le 11 avril 2006, rejoignant l'anglais (langue officielle de facto) et le maori. La loi approuvée par le Parlement de Nouvelle-Zélande à ce sujet passe sa troisième lecture le 6 avril 2006. À sa première lecture le 22 juin 2004, la loi est approuvée par tous les partis. Elle est transférée au Justice and Electoral Committee, puis rediscutée au Parlement le 18 juillet 2005. La seconde lecture est approuvée (119 votes pour et 2 contre) le 23 février 2006. Seul l'ACT New Zealand s'y oppose parce que le gouvernement ne prévoyait pas de financer la langue des signes. Elle passe en troisième lecture le 6 avril 2006 avec le même nombre de pour et de contre.
La loi reçoit une sanction royale, formalité constitutionnelle, le 10 avril 2006. La langue des signes néo-zélandaise devient donc langue officielle le jour suivant.
L'usage de la langue des signes néo-zélandaise pour l'enseignement n'a pas toujours été accepté par le gouvernement, l'association des enseignants des sourds et beaucoup de parents, mais en vue des recherches effectuées sur sa validité comme langue et le plaidoyer de la part d'adultes sourds et parents d'enfants sourds, la NZSL est devenue partie de l'approche bilingue et biculturelle utilisée dans les écoles publiques (y compris le Kelston Deaf Education Centre et le Van Asch Deaf Education Centre) depuis 1994. L'Université Victoria de Wellington a des cours en langue des signes néo-zélandaise, mais n'a pas encore un grand programme à ce sujet. L'Auckland University of Technology offre un cours sanctionné par un diplôme d'interprétation en langue des signes néo-zélandaise.